# Ревич, Борис Александрович
Бори́с Алекса́ндрович Ре́вич (род. 21 декабря 1944, Москва) — советский и российский учёный, известный специалист в области экологической эпидемиологии и гигиены окружающей среды, руководитель лаборатории прогнозирования качества окружающей среды и здоровья населения Института народнохозяйственного прогнозирования РАН. Доктор медицинских наук, профессор.

## Биография
Родился в 1944 году в Москве.

### Образование
В 1968 году окончил факультет профилактической медицины 1-го Московского медицинского института имени И. М. Сеченова.
21 января 1992 года защитил диссертацию на соискание учёной степени доктора медицинских наук по теме «Научные основы гигиенических исследований окружающей среды городов с использованием геохимических методов» (официальные оппоненты Р. C. Гильденскиольд, А. А. Ефимова, А. В. Рощин).

### Научно-профессиональная деятельность
- 1968—1973 гг. — санитарный врач, зав. лабораторией гигиены атмосферного воздуха Санэпидстанции г. Москвы
- 1973—1990 гг. — старший научный сотрудник, зав. лабораторией биомониторинга Института минералогии, геохимии и кристаллохимии редких элементов АН СССР
- с 1990 г. — зав. лабораторией прогнозирования качества окружающей среды и здоровья населения Института народнохозяйственного прогнозирования РАН

### Членство в научных обществах и общественных советах
- Международное общество экологической эпидемиологии (ISEE), действительный член
- Межведомственный совет по гигиене окружающей среде, член
- Совет Центра экологической политики России, член
- Программа Арктического мониторинга (АМАР), член экспертной группы «Здоровье»
- Всероссийская организация «Риск и здоровье», член президиума
- Общественный совет Министерства природных ресурсов и экологии РФ, действительный член (2011—2016 гг.)
- Общественный совет Департамента природопользования и охраны окружающей среды г. Москвы, действительный член (с 2011 г.)
- Общественный совет Федеральной службы по надзору в сфере природопользования, действительный член (с 2016 г.)

Б. А. Ревич является экспертом по гигиене окружающей среды Министерства здравоохранения РФ, а также экспертом и консультантом ряда проектов Министерства природных ресурсов и экологии РФ, Комитета по экологии Государственной Думы РФ, Всемирного Банка, Программы ООН по окружающей среде, Всемирного фонда дикой природы. Член редколлегии «Вопросы оценки риска»

## Научные работы
Автор более 270 научных работ, в том числе 7 монографий, а также 1 учебника.
Избранные научные труды
- Сает Е. Ю., Ревич Б. А., Янин Е. П. и др. Геохимия окружающей среды. М., 1990. (Монография)
- Ревич Б. А. Химические элементы в волосах человека как индикатор воздействия загрязнения производственной и окружающей среды // Гигиена и санитария. 1990. № 3. С. 55-59. (Научная статья)
- Ревич Б. А., Авалиани С. Л., Тихонова Г. И. Основы оценки воздействия загрязненной окружающей среды на здоровье человека (основы по региональной экологической политике). М., 2004. (Монография)
- Ревич Б. А. Биомониторинг токсичных веществ в организме человека // Гигиена и санитария. 2004. № 6. С. 26. (Научная статья)
- Ревич Б. А. «Горячие точки» химического загрязнения окружающей среды и здоровье населения России. М., 2007. (Монография)
- Ревич Б. А. Изменение здоровья населения России в условиях меняющегося климата // Проблемы прогнозирования. 2008. № 3 (108). С. 140—150. (Научная статья)
- Ревич Б. А., Малеев В. В. Изменения климата и здоровье населения России: анализ ситуации и прогнозные оценки. М., 2011. (Монография)
- Ревич Б. А., Малеев В. В., Смирнова М. Д. Изменение климата и здоровье: оценки, индикаторы, прогнозы. М., 2019 (Монография)

Избранные учебно-методические труды
- Ревич Б. А. Загрязнение окружающей среды и здоровье населения: введение в экологическую эпидемиологию. М., 2001. (Учебное пособие)
- Ревич Б. А. Экологическая эпидемиология. М., 2004. (Учебник с грифом Минвуза РФ)

## Награды и премии
- Премия Совета министров СССР

В 2007 году была вручена Нобелевская премия мира Межправительственной группе экспертов по изменению климата, в многочисленный коллектив которой входил Б. А. Ревич.